# Регин (скандинавская мифология)

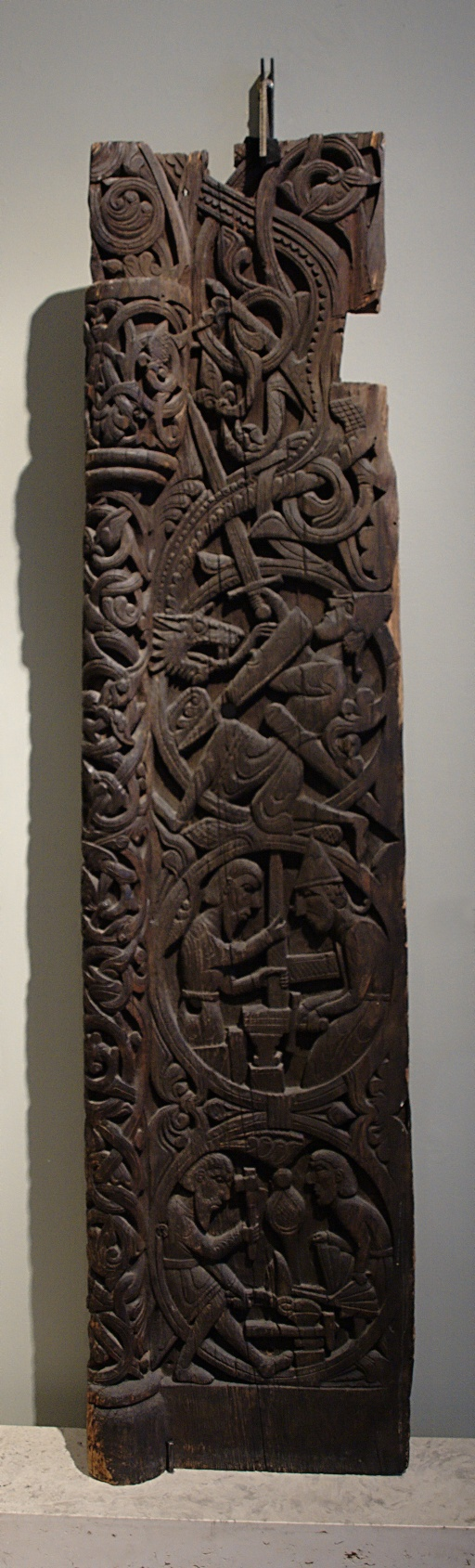
Регин & Зигфрид; Hylestad stave church

Регин (др.исл. Reginn) — в скандинавской мифологии карлик или великан, воспитатель Сигурда (Зигфрида), сын Хрейдмара, младший брат Фафнира и Отра, владел колдовством. Фигурирует в «Саге о Вельсунгах», «Старшей» и «Младшей» Эддах.

## История Регина
Регин был младшим из сыновей Хрейдмара, искусным в кузнечном ремесле. Когда Один заплатил Хрейдмару виру за убийство Отра золотом Андвари, Фафнир и Регин потребовали у отца это золото. Хрейдмар отказался им его отдать, и тогда Фафнир пронзил его во сне мечом. Регин потребовал у старшего брата свою долю, но тот ничего ему не дал, угрожая убить его, как и Хрейдмара. Регин обратился за советом к своей сестре Люнгхейд, но она не смогла ему помочь. Фафнир, приняв облик Змея, возлег сторожить в своем логове сокровища на Гнитахейд-поле. Регин бежал, захватив с собой меч Ревиль. Он нанялся кузнецом к Хьяльпреку, конунгу Тьода (Ютландия).
У Регина воспитывался Сигурд (Зигфрид), сын Сигмунда. Кузнец рассказал ему о своем происхождении и подговаривал убить Фафнира и завладеть его золотом. Для убийства дракона Сигурд попросил Регина выковать ему самый лучший меч. Дважды Регин ковал клинки и дважды Сигурд ломал их, ударяя о наковальню. В третий раз Сигурд принес Регину обломки меча своего отца Сигмунда. Регин выковал из них меч Грам, которым Сигурд разрубил наковальню. Выковав герою меч, он стал снова подстрекать его убить Фафнира. Сигурд сказал своему воспитателю, что не может добывать клад дракона, прежде чем не отомстит за своего отца Сигмунда. Отомстив за отца, Сигурд наконец-то согласился сразиться с драконом. Регин, который хотел добыть себе золото Андвари, но не хотел им делиться с Сигурдом, дал тому совет выкопать на тропе, по которой змей полз к водопою, яму и засесть в ней в засаде, надеясь, что Сигурд убьет его брата, но и сам захлебнется в змеиной крови. Но Сигурду явился некий старик (Один) и посоветовал ему выкопать углубление для стекания крови. Пораженный Сигурдом, Фафнир предупредил героя о том, что Регин задумал его убить: «Предан я Регином, / предаст и тебя он / погибнем мы оба…». Регин не слышал этого, так как был вдалеке от места битвы. Между ним и Сигурдом разгорелся спор о том, кто из них больше причастен к победе над Змеем. Наконец, Регин, испив крови Фафнира и вырезав у него сердце мечом Ридилем, лег спать, наказав Сигурду поджарить для него сердце Фафнира. Изжарив сердце, Сигурд дотронулся до него и обжегся, сунув палец в рот. Когда кровь Фафнира попала ему на язык, он стал понимать язык зверей и птиц. Он услышал, как щебечут синицы. Одна из них предупредила о том, что Регин хочет его убить: «Вот Регин лежит, / он злое задумал, / обманет он князя, / а тот ему верит; / в гневе слагает / злые слова, / за брата отмстит / злобу кующий». Услышав это, Сигурд отрубил голову Регину, испив крови обоих братьев, и съел сердце Фафнира.

## Регин в немецком эпосе
Регин не упоминается в известной немецкой эпической поэме «Песни о Нибелунгах». В позднесредневековой немецкой «Чудеснейшей истории о роговом Зигфриде» рассказывается о том, как Зигфрид нанялся к некому кузнецу, работая у которого он разбил наковальню и избил его и подмастерье. Желая избавиться от Зигфрида, кузнец послал его за углями к липе, под которой жил дракон. Победив дракона и других змей, герой разжег над чудовищами огонь и омылся в растопленной роговой оболочке чудовищ. Став неуязвимым, Зигфрид не возвращается к кузнецу, а едет к королю Гибальду (более ранних немецких эпических поэм звался Гибих).

## Регин в фильмах
Регин появляется в большинстве фильмов о Нибелунгах, в том числе и в фильме «Кольцо Нибелунгов».

## Регин в литературе
В романе С. Лукьяненко «Дневной дозор» существует секта «Братья Регина», замышляющая воскресить сумеречного дракона Фафнира.